# 拉尼夫卡
49°18′34″N 23°45′46″E / 49.30944°N 23.76278°E

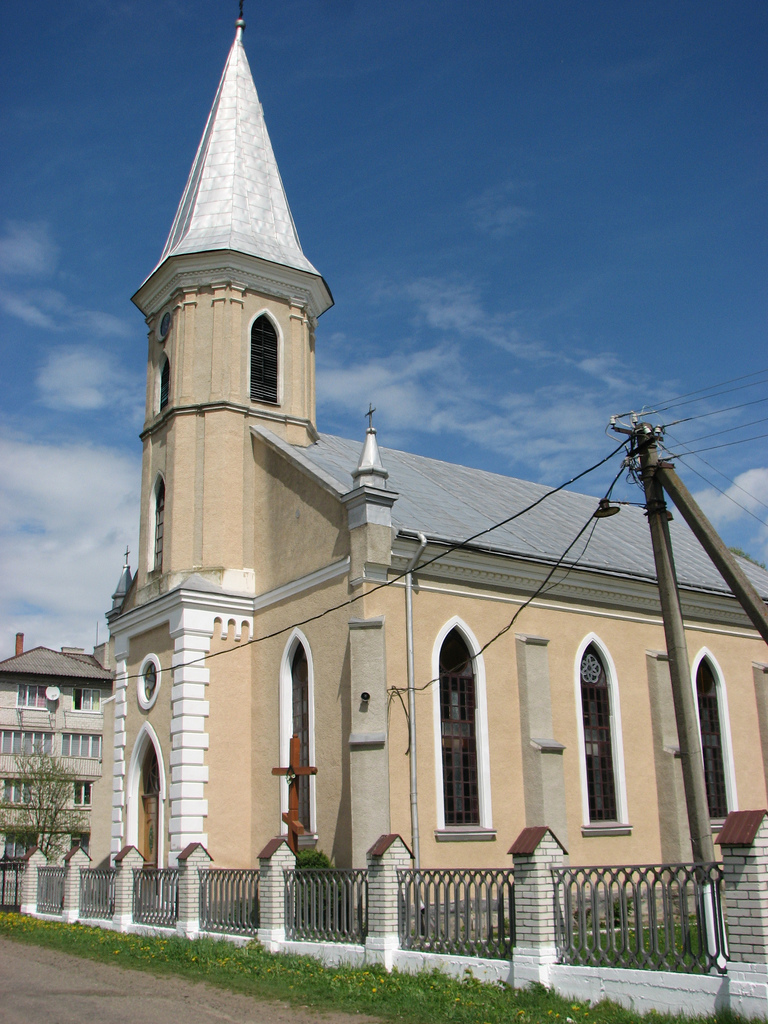
教堂

拉尼夫卡（烏克蘭語：Ланівка），是烏克蘭的村落，位於該國西部利沃夫州，由斯特雷區斯特雷市鎮負責管轄，始建於1783年，面積19.2平方公里，海拔高度306米，2001年人口1,199，人口密度每平方公里62.45人。